# Kinematografija
Kinematografija je ukupan društveni sustav proizvodnje, distribucije i prikazivanja filmova,  s popratnim djelatnostima, zanimanjima i ustanovama.
Vidi i kinematografija Hrvata i kinematografije po državama.

### Podjela
- profesionalni film
- amaterski film

- dominantna kinematografija
- alternativna kinematografija

- neovisni film
- marginalni film